# Stephan Franz
Stephan Franz (Viena, 1785 - 1855) fou un compositor austríac del Romanticisme. Des dels cinc anys estudià música, i degut a la seva bella veu entrà com a infant de cor en el convent dels Piaristes de la seva ciutat natal. Ensems que continuava els estudis musicals, també cursà humanitats, i el 1803 entrà com a primer violí en la capella de música d'un noble; després es dedicà a donar concerts en públic, i el 1828 aconseguí la direcció superior dels teatres imperials. Entre les seves obres hi ha nombrosos quartets per a instruments d'arc i fusta; un septimí; dos quintets; una simfonia a gran orquestra; 15 obertures per a drames; 90 entre actes per a drames i comèdies; una missa solemne; dues col·leccions de romances amb acompanyament de piano.